# Darmstädter Fecht-Club
Der Darmstädter Fecht-Club 1890 e.V. (DFC) ist ein in Darmstadt ansässiger Fechtverein. Er ist einer der drei noch existierenden Gründervereine des Deutschen Fechter-Bundes und mit 204 Mitgliedern der größte Fechtverein in Hessen.

## Geschichte
Unter der Schirmherrschaft Seiner Königlichen Hoheit Großherzog Ernst Ludwig von Hessen und bei Rhein gründeten Darmstädter Bürger den Darmstädter Fecht-Club am 19. Mai 1890. Im Jahr 1912 konnten die Darmstädter Fechter Willi Löffler und Martin Steffan mit ihrer Teilnahme an den Olympischen Spielen 1912 in Stockholm Vereinsgeschichte schreiben. Im darauffolgenden Jahr stieg der Darmstädter Fecht-Club stieg im Jahr 1913 mit 106 Mitgliedern nach dem Fechtclub Offenbach zum zweitgrößten deutschen Fechtverein auf. Nach dem Fechtverbot der Alliierten in Folge des Zweiten Weltkriegs konnte 1950 der Übungsbetrieb wiederaufgenommen werden. 1983 erfolgte der Einzug in der neu erbauten Großsporthalle der Georg-Büchner-Schule. Zu den besonderen Erfolgen des DFC zählten die Siege im Deutschlandpokal 1988 im Herrendegen und 2007 im Herrenflorett. Der Darmstädter Degenfechter Peter Bitsch erfocht im Jahr bei den Junioren-Europameisterschaften Bronze und bei den Junioren-Mannschaftsweltmeisterschaften Gold.

## Training
Der Trainingsbetrieb findet an drei Tagen die Woche in der Sporthalle der Georg-Büchner-Schule statt. Das Training wird in den drei Sportwaffen Florett, Degen und Säbel angeboten. Für interessierte Kinder veranstaltet der DFC regelmäßig Schnupperkurse, während Jugendliche und Erwachsene jederzeit in das Training einsteigen können.

## Vereinsleben
Der Verein neben dem reinen Sportbetrieb ein umfassendes Jugendprogramm mit regelmäßigen Ausflügen und mehrtägigen Fahrten statt. Seit dem Jahr 2016 findet ein Austausch mit der Paul Davis Fencing Academy, St. Albans, England statt. Durch den Verein wird der Merck-Jugendpokal (hessisches Ranglistenturnier in den Waffen Florett, Degen und Säbel) veranstaltet.